# NASCAR Grand National Series 1962
Sezon 1962 w wyścigach NASCAR rozpoczął się 5 listopada 1961 a zakończył 28 października 1962. Zwyciężył Joe Weatherly, który zdobył 30836 punktów w klasyfikacji generalnej (zwyciężał 9-krotnie).

## Kalendarz i zwycięzcy
| #  | Data            | Nazwa wyścigu              | Tor                             |                  |                  |                 |
| 1  | 5 listopada     | Wyścig 1                   | Concord Speedway                | Jack Smith       | Joe Weatherly    | Cotton Owens    |
| 2  | 12 listopada    | Wyścig 2                   | Asheville-Weaverville Speedway  | Rex White        | Buck Baker       | Joe Weatherly   |
| 3  | 16 lutego       | Daytona 500 Qualifier #1   | Daytona International Speedway  | Fireball Roberts | Jack Smith       | Cotton Owens    |
| 4  | 16 lutego       | Daytona 500 Qualifier #2   | Daytona International Speedway  | Joe Weatherly    | Nelson Stacy     | Rex White       |
| 5  | 18 lutego       | Daytona 500                | Daytona International Speedway  | Fireball Roberts | Richard Petty    | Joe Weatherly   |
| 6  | 25 lutego       | Wyścig 6                   | Concord Speedway                | Joe Weatherly    | Richard Petty    | Ralph Earnhardt |
| 7  | 4 marca         | Wyścig 7                   | Asheville-Weaverville Speedway  | Joe Weatherly    | Jim Paschal      | Buddy Baker     |
| 8  | 17 marca        | St. Patrick's Day 200      | Savannah Speedway               | Jack Smith       | Cotton Owens     | Joe Weatherly   |
| 9  | 18 marca        | Wyścig 9                   | Occoneechee Speedway            | Rex White        | Richard Petty    | Jim Paschal     |
| 10 | 1 kwietnia      | Richmond 250               | Richmond International Raceway  | Rex White        | Ned Jarrett      | Junior Johnson  |
| 11 | 13 kwietnia     | Arclite 200                | Columbia Speedway               | Ned Jarrett      | Joe Weatherly    | Jack Smith      |
| 12 | 15 kwietnia     | Gwyn Staley 400            | North Wilkesboro Speedway       | Richard Petty    | Fred Lorenzen    | Junior Johnson  |
| 13 | 19 kwietnia     | Greenville 200             | Greenville-Pickens Speedway     | Ned Jarrett      | Jim Paschal      | Joe Weatherly   |
| 14 | 21 kwietnia     | Wyścig 14                  | Rambi Raceway                   | Jack Smith       | Richard Petty    | Ned Jarrett     |
| 15 | 22 kwietnia     | Virginia 500               | Martinsville Speedway           | Richard Petty    | Joe Weatherly    | Rex White       |
| 16 | 23 kwietnia     | Wyścig 16                  | Bowman Gray Stadium             | Rex White        | Jack Smith       | Joe Weatherly   |
| 17 | 29 kwietnia     | Volunteer 500              | Bristol Motor Speedway          | Bobby Johns      | Fireball Roberts | Jack Smith      |
| 18 | 4 maja          | Wyścig 18                  | Southside Speedway              | Jimmy Pardue     | Jack Smith       | Richard Petty   |
| 19 | 5 maja          | Hickory 250                | Hickory Motor Speedway          | Jack Smith       | Rex White        | Joe Weatherly   |
| 20 | 6 maja          | Wyścig 20                  | Concord Speedway                | Joe Weatherly    | Cotton Owens     | Wendell Scott   |
| 21 | 12 maja         | Rebel 300                  | Darlington Raceway              | Nelson Stacy     | Marvin Panch     | Fred Lorenzen   |
| 22 | 19 maja         | Wyścig 22                  | Piedmont Interstate Fairgrounds | Ned Jarrett      | Jim Paschal      | Richard Petty   |
| 23 | 27 maja         | World 600                  | Charlotte Motor Speedway        | Nelson Stacy     | Joe Weatherly    | Fred Lorenzen   |
| 24 | 10 czerwca      | Atlanta 500                | Atlanta Motor Speedway          | Fred Lorenzen    | Banjo Matthews   | Bobby Johns     |
| 25 | 16 czerwca      | Myers Brothers 200         | Bowman Gray Stadium             | Johnny Allen     | Rex White        | Richard Petty   |
| 26 | 19 czerwca      | Wyścig 26                  | Augusta Speedway                | Joe Weatherly    | Ned Jarrett      | Richard Petty   |
| 27 | 22 czerwca      | Wyścig 27                  | Southside Speedway              | Jim Paschal      | Rex White        | Jimmy Pardue    |
| 28 | 23 czerwca      | Wyścig 28                  | South Boston Speedway           | Rex White        | Jack Smith       | Richard Petty   |
| 29 | 4 lipca         | Firecracker 250            | Daytona International Speedway  | Fireball Roberts | Junior Johnson   | Marvin Panch    |
| 30 | 7 lipca         | Sandlapper 200             | Columbia Speedway               | Rex White        | Joe Weatherly    | Jack Smith      |
| 31 | 13 lipca        | Wyścig 31                  | New Asheville Speedway          | Jack Smith       | Joe Weatherly    | Richard Petty   |
| 32 | 14 lipca        | Pickens 200                | Greenville-Pickens Speedway     | Richard Petty    | Jack Smith       | Wendell Scott   |
| 33 | 17 lipca        | Wyścig 33                  | Augusta Speedway                | Joe Weatherly    | Richard Petty    | Buck Baker      |
| 34 | 20 lipca        | Wyścig 34                  | Savannah Speedway               | Joe Weatherly    | Tommy Irwin      | Richard Petty   |
| 35 | 21 lipca        | Wyścig 35                  | Rambi Raceway                   | Ned Jarrett      | Joe Weatherly    | Jack Smith      |
| 36 | 29 lipca        | Southeastern 500           | Bristol Motor Speedway          | Jim Paschal      | Fred Lorenzen    | Richard Petty   |
| 37 | 3 sierpnia      | Confederate 200            | Boyd Speedway                   | Joe Weatherly    | Fireball Roberts | Jim Paschal     |
| 38 | 5 sierpnia      | Nashville 500              | Music City Motorplex            | Jim Paschal      | Richard Petty    | Buck Baker      |
| 39 | 8 sierpnia      | Wyścig 39                  | Huntsville Speedway             | Richard Petty    | Bob Welborn      | Jim Paschal     |
| 40 | 12 sierpnia     | Western North Carolina 500 | Asheville-Weaverville Speedway  | Jim Paschal      | Joe Weatherly    | Rex White       |
| 41 | 15 sierpnia     | Wyścig 41                  | Starkey Speedway                | Richard Petty    | Joe Weatherly    | Ned Jarrett     |
| 42 | 18 sierpnia     | International 200          | Bowman Gray Stadium             | Richard Petty    | Jack Smith       | Joe Weatherly   |
| 43 | 21 sierpnia     | Wyścig 43                  | Piedmont Interstate Fairgrounds | Richard Petty    | Joe Weatherly    | Jack Smith      |
| 44 | 25 sierpnia     | Wyścig 44                  | Valdosta Speedway               | Ned Jarrett      | Richard Petty    | Joe Weatherly   |
| 45 | 3 września      | Southern 500               | Darlington Raceway              | Larry Frank      | Junior Johnson   | Marvin Panch    |
| 46 | 7 września      | Buddy Shuman 250           | Hickory Motor Speedway          | Rex White        | Jimmy Pardue     | Buck Baker      |
| 47 | 9 września      | Capital City 300           | Richmond International Raceway  | Joe Weatherly    | Jim Paschal      | Fred Lorenzen   |
| 48 | 11 września     | Wyścig 48                  | Dog Track Speedway              | Ned Jarrett      | Joe Weatherly    | Curtis Crider   |
| 49 | 13 września     | Wyścig 49                  | Augusta Speedway                | Fred Lorenzen    | Richard Petty    | Joe Weatherly   |
| 50 | 23 września     | Old Dominion 500           | Martinsville Speedway           | Nelson Stacy     | Richard Petty    | Ned Jarrett     |
| 51 | 30 września     | Wilkes 320                 | North Wilkesboro Speedway       | Richard Petty    | Marvin Panch     | Joe Weatherly   |
| 52 | 14 października | National 400               | Charlotte Motor Speedway        | Junior Johnson   | Fireball Roberts | Fred Lorenzen   |
| 53 | 28 października | Dixie 400                  | Atlanta Motor Speedway          | Rex White        | Joe Weatherly    | Marvin Panch    |

## Klasyfikacja końcowa – najlepsza 10
| Poz. | Kierowca         | Pkt   |
| ---- | ---------------- | ----- |
| 1    | Joe Weatherly    | 30836 |
| 2    | Richard Petty    | 28440 |
| 3    | Ned Jarrett      | 25336 |
| 4    | Jack Smith       | 22870 |
| 5    | Rex White        | 19424 |
| 6    | Jim Paschal      | 18128 |
| 7    | Fred Lorenzen    | 17554 |
| 8    | Fireball Roberts | 16380 |
| 9    | Marvin Panch     | 15138 |
| 10   | David Pearson    | 14404 |